# Carl Johan Heise
Carl Johan Heise, född 30 mars 1787 i Köpenhamn, död den 26 februari 1857, var en  dansk präst och översättare och far till Arnold Heise.

## Biografi
Carl Johan Heise dimitterades från Borgerdydskolen i Köpenhamn 1801 och fick utmärkelse vid examen artium såväl som vid sin andra examen 1802; därefter studerade han teologi och avlade ämbetsexamen med utmärkelse 1805 samt det homiletiska och kateketiska provet 1815. Åren 1806–1813 var han adjunkt vid den lärda skolan i Helsingør; därefter ledde han från 1815 som föreståndare och förstelärare lärarseminariet vid Brahetrolleborg, tills det lades ned 1826. 1828 blev han titulärprofessor; 1831 utnämndes han till präst i Birkerød, där han förblev till sin död. Den 13 februari 1832 äktade han Caroline Dichman (född den 17 december 1800), dotter till professor Carl Frederik Dichman. Inom litteraturens område gjorde han sig bemärkt genom goda översättningar av en stor del av Platons verk (8 delar, 1830–1859).